# Arthur Coningham
Sir Arthur »Mary« Coningham, avstralski letalski maršal, vojaški pilot in letalski as, * 19. januar 1895, Brisbane, Queensland, Avstralija, † 30. januar 1948, Atlantik.

## Življenjepis
Med prvo svetovno vojno je dosegel 14 zračnih zmag.
Conningham je bil med drugo svetovno vojno poveljnik več formacij vojnega letalstva v Evropi in Afriki.
Umrl je v letalski nesreči.

## Napredovanja
- Poročnik (Lieutenant) 1918
- Stotnik (Flight Lieutenant) 1919
- Major (Squadron Leader) 1923
- Podpolkovnik (Wing Commander) 1931
- Polkovnik (Group Captain) 1937
- Brigadni general (Air Commodore) 1939
- General (Air Marshal) 1943

## Odlikovanja
- Distinguished Service Order (DSO)
- Military Cross (MC)
- Distinguished Flying Cross (DFC)